# ТВ Театар Ујаков Сан
„ТВ Театар Ујаков Сан” је југословенски и хрватски ТВ филм из 1987. године. Режирао га је Георгиј Паро а сценарио је написан по делу Фјодора Достојевског.

## Улоге
| Глумац          | Улога                          |
| --------------- | ------------------------------ |
| Перо Квргић     | Кнез Гаврила                   |
| Ена Беговић     | Зинаида Афанасјевна Москаљова  |
| Миљенко Брлечић | Павел Александрић Мозгљаков    |
| Нева Росић      | Марија Александровна Москаљова |